# Alfonso de Borbón
Alfonso de Borbón (właśc. Don Alfonso Cristino Teresa Angelo Francisco de Asis y Todos los Santos de Borbón y Borbón Dos-Sicilias, ur. 3 października 1941 w Rzymie, zm. 29 marca 1956 w Estoril) - infant hiszpański, młodszy brat króla Hiszpanii Juana Carlosa I.

## Życiorys
Był drugim synem i czwartym, najmłodszym dzieckiem Juana de Borbón i jego żony María de las Mercedes de Borbón y Orleans. Jego rodzicami chrzestnymi byli Alfons Orleański, książę Galliera i ciotka infantka Maria Krystyna. Rodzice nazywali go Alfonsito. Krótko po jego urodzeniu rodzina przeniosła się wraz z nim do Lozanny w Szwajcarii. W 1947 pierwszy raz odwiedził Hiszpanię. W 1950 został wysłany wraz z Janem Karolem do Hiszpanii. Początkowo uczyli się w prywatnej szkole w San Sebastián, a następnie w akademii wojskowej w Saragossie. W czerwcu 1954 zostali przyjęci przez generała Francisco Franco w pałacu Pardo.
W marcu 1956 Alfonso i Juan Carlos wrócili do Villa Giralda ich rodziców w Estoril, w Portugalii, na wakacje świąteczne. W Wielki Czwartek Alfonso zginął w wypadku przy czyszczeniu broni. Hiszpańska ambasada w Portugalii wydała specjalne oświadczenie:

Kiedy Jego Wysokość Infant Alfons czyścił rewolwer ostatniego wieczoru razem z bratem, rewolwer wystrzelił i ranił go w czoło, zabijając w ciągu kilku minut. Wypadek miał miejsce o godzinie 20.30, po tym jak Infant wrócił z mszy świętej, podczas której przyjął komunię świętą.

Bardzo szybko w gazetach pojawiły się plotki na temat wydarzenia, które mówiły, że kiedy broń wystrzeliła trzymał ją brat Alfonsa Juan Carlos. Josefina Carolo, garderobiana matki obu chłopców, twierdziła, że Juan Carlos dla zabawy wycelował w Alfonsa i nacisnął spust nie wiedząc, że broń jest naładowana. Bernardo Arnoso, portugalski przyjaciel Juana Carlosa również twierdził, że to on wystrzelił nie wiedząc, że w komorze jest nabój i pocisk odbił się rykoszetem od ściany i trafił w twarz Alfonsa. Helena Matheopoulos, grecka pisarka, która rozmawiała z siostrą Alfonso - Pilar, powiedziała, że Alfons siedział sam w pokoju, a drzwi były otwarte, wtedy wszedł Juan Carlos i niespodziewanie dotknął jego ramienia, co spowodowało, że niechcący wystrzelił. Krążyły również różne historie dotyczące pochodzenia rewolweru. Najczęściej powtarzana wersja mówiła, że broń była prezentem dla Alfonso od generała Franco.
Pogrzeb Alfonso de Borbón odbył się w Wielką Sobotę, mszę odprawił Monsignor Fernando Cento, nuncjusz apostolski w Portugalii. Został on pogrzebany na cmentarzu w Cascais w Portugalii. W 1992 r. jego szczątki przeniesiono do panteonu królów Hiszpanii w Escorialu pod Madrytem.